# Métropole du Sud-Est
La métropole du Sud-Est est une des dix anciennes métropoles ou arrondissements métropolitains de l'Église constitutionnelle en France.
Créée par la constitution civile du clergé en 1790, elle comprenait les huit diocèses des départements de Rhône-et-Loire, du Puy-de-Dôme, du Cantal, de la Haute-Loire, de l'Ardèche, de l'Isère, de l'Ain et de Saône-et-Loire auxquels s'est ajouté le Mont-Blanc annexé en 1792.
Elle fut supprimée à la suite du concordat de 1801.

## Liste des évêques constitutionnels
- Antoine-Adrien Lamourette, évêque de Rhône-et-Loire ;
- Claude François Marie Primat, évêque de Rhône-et-Loire ;
- Charles de La Font de Savine, évêque de l'Ardèche ;
- Alexandre Thibaut, évêque du Cantal ;
- Louis Bertin, évéque du Cantal ;
- Étienne Delcher, évêque de la Haute-Loire ;
- Joseph Pouchot, évêque de l'Isère ;
- Henri Reymond, évêque de l'Isère ;
- François-Thérèse Panisset, évêque du Mont-Blanc (1792) ;
- Jean-François Périer, évêque du Puy-de-Dôme ;
- Jean-Louis Gouttes, évêque de Saône-et-Loire ;
- Thomas-Juste Poullard, évêque de Saône-et-Loire.

## Sources
- Paul Pisani, Répertoire biographique de l'épiscopat constitutionnel (1791-1802), A. Picard & Fils, Paris, 1907, p. 277-322.
- Tableau des évêques constitutionnels de France, de 1791 à 1801, Paris, 1827